# 搖擺的想念 (專輯)
《搖擺的想念》（日语：／ Yureru Omoi），是日本樂團ZARD的第4張專輯。1993年7月10日發行。

## 簡介
專輯名稱和第8張單曲《搖擺的想念》相同。但最初專輯的名稱是定為「你不在」（與第7張單曲《你不在》相同）。
在《別認輸》成為大熱歌曲，並使ZARD的知名度急速上升、《搖擺的想念》銷量突破百萬的時候發行這張專輯。雖然專輯發行延期到7月10日，但並沒影響其銷量。專輯發售後連續兩週成為Oricon公信榜冠軍，第三週排行第2位，到第四週重返Oricon冠軍的位置並繼續蟬聯的三個星期。總共佔據了Oricon冠軍的位置五個星期。初動銷量超過57萬張，發售一個月銷量突破百萬。是ZARD首張銷量過百萬的原創專輯。
這張專輯的熱賣連帶使ZARD的上一張專輯《HOLD ME》（1992年）也成為搶手貨，在《搖擺的想念》發售後兩個月，《HOLD ME》的銷量也突破了百萬。
總銷量高達223.9萬張，是1993年度日本專輯銷量冠軍，ZARD首次也是最後一次獲得Oricon專輯年榜冠軍。是ZARD銷量最高的原創專輯。

## 收錄曲目
全演唱、作詞：坂井泉水
1. 搖擺的想念（揺れる想い）
  - 作曲：織田哲郎；編曲：明石昌夫
2. Season
  - 作曲：栗林誠一郎（日语：栗林誠一郎）；編曲：葉山武
3. 你不在（B-version）（君がいない）
  - 作曲：栗林誠一郎；編曲：明石昌夫
4. In my arms tonight
  - 作曲：春畑道哉；編曲：明石昌夫
5. 雖然喜歡你（あなたを好きだけど）
  - 作曲：栗林誠一郎；編曲：明石昌夫
6. 別認輸（負けないで）
  - 作曲：織田哲郎；編曲：葉山武
7. Listen to me
  - 作曲：川島美香（日语：川島だりあ）；編曲：明石昌夫
8. You and me（and…）
  - 作曲：織田哲郎；編曲：葉山武
9. I want you
  - 作曲：栗林誠一郎；編曲：明石昌夫
10. 兩人的夏天（二人の夏）
  - 作曲：栗林誠一郎；編曲：明石昌夫

## 参加者
ZARD
- 坂井泉水：Vocal

Additional Musician
- 近藤房之助：Guest Chorus (#7)
- 川島美香（日语：川島だりあ）：Guest Chorus (#7)
- 大黑摩季：Guest Chorus (#7)
- 栗林誠一郎（日语：栗林誠一郎）：Guest Chorus (#5)

## 商業搭配
- 大塚製藥寶礦力水特1993年度廣告歌曲 (#1)
- 讀賣電視台製作，日本電視系星期六劇場《彼女の嫌いな彼女》主題曲 (#3)
- TBS系列星期二劇場《学校があぶない》主題曲 (#4)
- 三菱集團三菱石油（日语：三菱石油）廣告歌曲 (#5)
- 富士電視系我們的連續劇系列《白鳥麗子》第1期主題曲 (#6)